# Istenszülő elszenderedése fatemplom (Marosgórós)
A marosgórósi Istenszülő elszenderedése fatemplom műemlékké nyilvánított épület Romániában, Temes megyében. A romániai műemlékek jegyzékében az  TM-II-m-A-06237 sorszámon szerepel.

## Története
Az 1741-ben épült templomot 1826-ban hozták át ide a Maros völgyéből.

## Leírása
Típusát és stílusát tekintve a vadpataki fatemplomhoz hasonló, azzal a különbséggel, hogy a belső tér nagyobb, és a külső falat bevakolták. A tetőt és a tornyot bádog fedi. A hajó boltozatán, az ikonosztázon és az oltár felső felén részben megmaradtak az eredeti festmények.